# 1967년 팔레스타인인 탈출

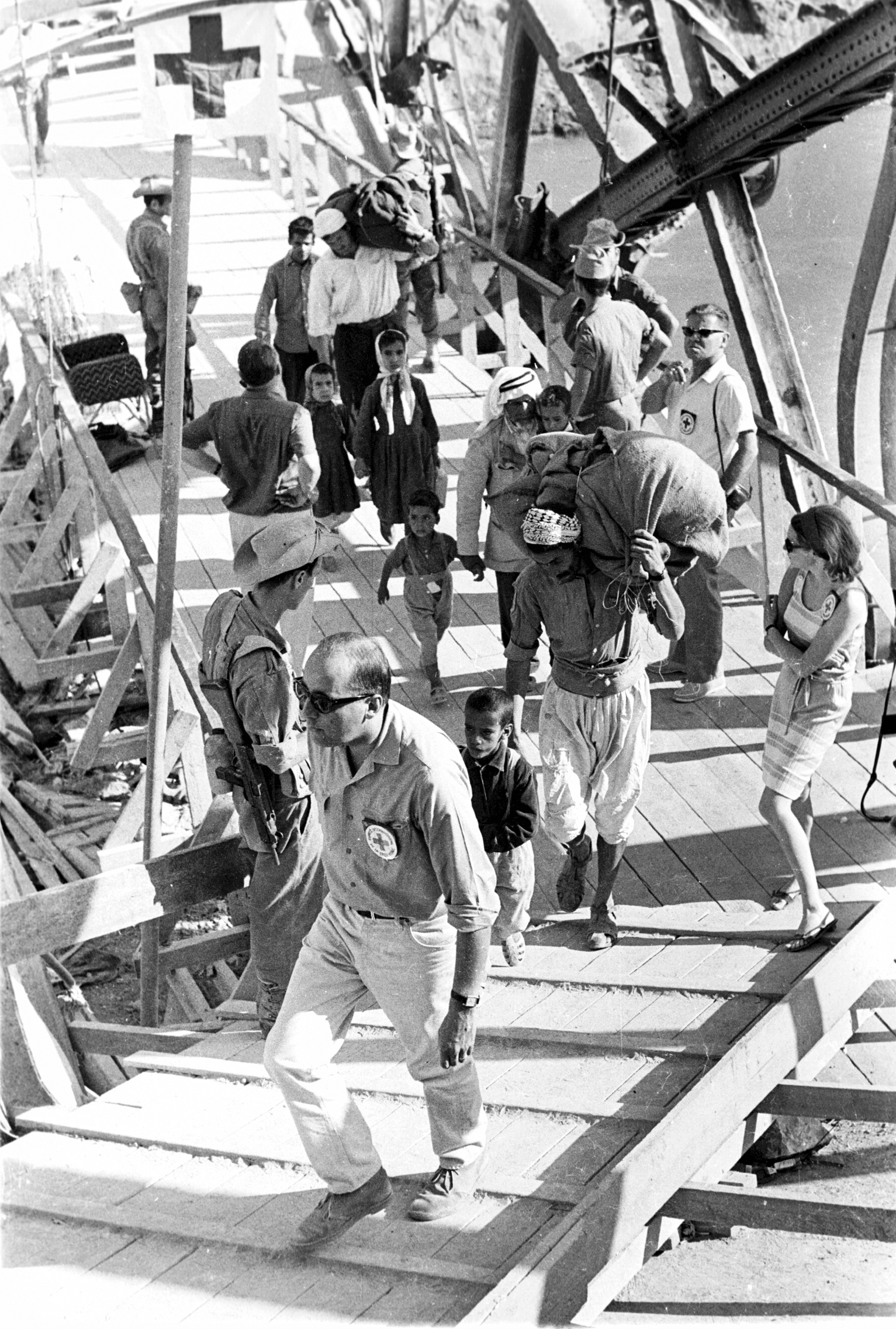
제3차 중동 전쟁에서 팔레스타인 난민이 집으로 돌아가기 위해 부서진 다리를 건너는 모습.

1967년 팔레스타인인 탈출 또는 나크사(아랍어: النكسة→좌절)는 제3차 중동 전쟁 도중 및 이후 이스라엘이 점령한 영토에서 팔레스타인인 28만 ~ 32만 5천 명 가량이 탈출한 것을 가리키며, 이 기간 여러 팔레스타인 마을이 불태워졌으며, 난민촌이 강제로 퇴거되기도 하였다.

## 역사
1967년 탈출한 난민 중 14만 5천 명 가량은 제1차 중동 전쟁에서의 난민이었으며, 1967년 12월 기준, 24만 5천 명이 서안 지구와 가자 지구에서 요르단으로, 1만 1천 명이 가자 지구에서 이집트로, 11만 6천 명과 시리아인 일부가 골란고원에서 시리아로 탈출하였다. 1967년까지는 팔레스타인인 절반 이상이 팔레스타인 위임통치령에 해당하는 영토에서 살았지만, 1967년 이후부터는 절반 이상이 위임통치령 바깥에서 살았다.
탈출 기간 동안 임와스, 얄로, 바이트누바, 수리트, 베이트아와, 베이트미르셈, 슈유크, 알지프리크, 아가리스, 후세이라트 등 팔레스타인인이 거주하는 마을 다수가 불태워졌으며, 아카바트 자베르와 에인 아스술탄 난민촌이 '비워지기'도 하였다.
유엔 특별 위원회는 아랍 마을 400개 이상이 파괴되었다는 주장을 들었지만, 이스라엘이 점령지에서 인권 침해를 저지르고 있다는 확증은 찾지 못했다. 1971년 유엔 위원회는 다음과 같은 문장이 실린 보고서를 발표하였다.
조사 이전 또는 도중에 얻은 증언에 따라, 특별 위원회는 이스라엘 정부가, 점령지를 합병하고 점령지에 정착하려는 궁극적인 목표 하에, 추방 등 직접적인 방법이나 사기 낮추기, 제안, 또는 다른 유도를 통한 간접적인 방법으로서, 점령지의 주민이 집으로 돌아오는 것을 막고 점령지 내 집에 거주하는 사람을 강제로 떠나게끔 하는 정책을, 고의적으로 추진하고 있다고 결론내렸다. 특별 위원회는 이러한 정책을 조장하는 이스라엘 정부의 행위가 위원회의 주목을 끈 제일 심각한 인권 침해라고 본다. 이러한 증거는 1970년의 마지막 특별 위원회 임무 이후 상황이 악화되었음을 나타낸다.

심리전 부대가 칼킬리야에서 활동하여 거주민 대부분이 집을 떠난 후, 유엔 대리 닐스-괴란 구싱은 마을에 있던 주택 2,000채 중 850채가 철거되었다고 기록하였다.

## 기념
팔레스타인에서는 좌절의 날(아랍어: يوم النكسة)이라고 부르는 기념일을 통해, 1967년 탈출을 매 해 추모하고 있다.

## 같이 보기
- 팔레스타인인의 쿠웨이트 탈출
- 팔레스타인 디아스포라
- 이슬람 국가에서 유대인 추방